# Abbaye Saint-Memmie de Châlons
L'abbaye Saint-Memmie de Châlons connue au Moyen Âge comme abbaye de Saint-Menge-lez-Chaalons est une ancienne abbaye augustinienne, dédiée à Memmie de Châlons, élevée près de la sépulture du saint évêque, situé à Saint-Memmie, près de Châlons-en-Champagne dans le département français de la Marne en région Grand Est.
L'emplacement est occupé par l'actuelle église Saint-Memmie, avec sous le tombeau moderne de saint Memmie la pierre tombale en relief (XIe siècle) de l'ancienne sépulture.

## Histoire
C'est d'abord un collège de prêtres réguliers établi du vivant de Saint-Memmie, premier évêque de Châlons. En 440, saint Alpin y établit une communauté religieuse, dont plus tard Dagobert II consacra et augmenta les privilèges. 
L'abbaye tombe aux mains des Normands qui détruisent son église en 855. L’évêque Bernon la fait réparer, et y établit, en 883, des chanoines séculiers. Quelques moines y résident encore au commencement du XIe siècle ; les seigneurs séculiers s'emparent de ses biens et se les partagent. L'évêque de Châlons, Roger II, indigné de cet état de choses et fort de l'appui des comtes de Champagne, parvient à obtenir la restitution presque complète de ces possessions, et donne le tout au chapitre cathédral qui, en échange, cède au monastère le tiers de la dixme des deniers perçus sur les marchés de Châlons.  Mais le chapitre ne se contente pas d'avoir ainsi placé le couvent sous sa dépendance, il en voulait la suppression, et, dans ce but, les chanoines demandèrent à l'évêque la translation du corps de l'apôtre dans leur église en 1066. Le prélat y consent, espérant obtenir ainsi la fin de ces fâcheuses rivalités. Mais les moines, appelant à leur aide les habitants du village, repoussent par la force les gens du chapitre. L'évêque, alors, envoi des soldats qui rapportent la précieuse relique , après avoir saccagé le monastère. Les religieux se plaignent à Reims, puis à Rome, et le pape Alexandre II ordonne à l'archevêque Gervais de leur faire restituer immédiatement le corps de saint Memmie .
Son chapitre est ramené à la vie claustrale par une bulle d'Innocent II de 1131. Elle devient une abbaye de chanoines réguliers de Saint-Augustin suivant la règle victorienne, un ascétisme rigoureux, où domine le silence et le travail manuel. Saint Bernard salue la réforme de Saint-Memmie : 'De synagoga Satanoe restituta est in sanctuarium Dei.
Vers 1243, pendant quelque temps les moines sont placés sous la tutelle des comtes de Champagne, et doivent lui demander la permission d'élire leurs abbés.
En 1434, elle est associée à l'abbaye de Cheminon.
En 1544, lors des combats de champagne entre les troupes de Charles Quint et celles de François 1er, le Conseil de ville fait démolir ses bâtiments de peur que Charles-Quint ne vienne s'y fortifier. Le monastère et son église sont rasés et les matériaux utilisés pour construire un bastion à proximité de la place St Jean pour défendre la cité de Châlons. Elle est rétablie peu après, dans des dimensions plus restreintes.
En 1633, elle est réformée et le monastères s’agrège à la nouvelle congrégation de Sainte-Geneviève.

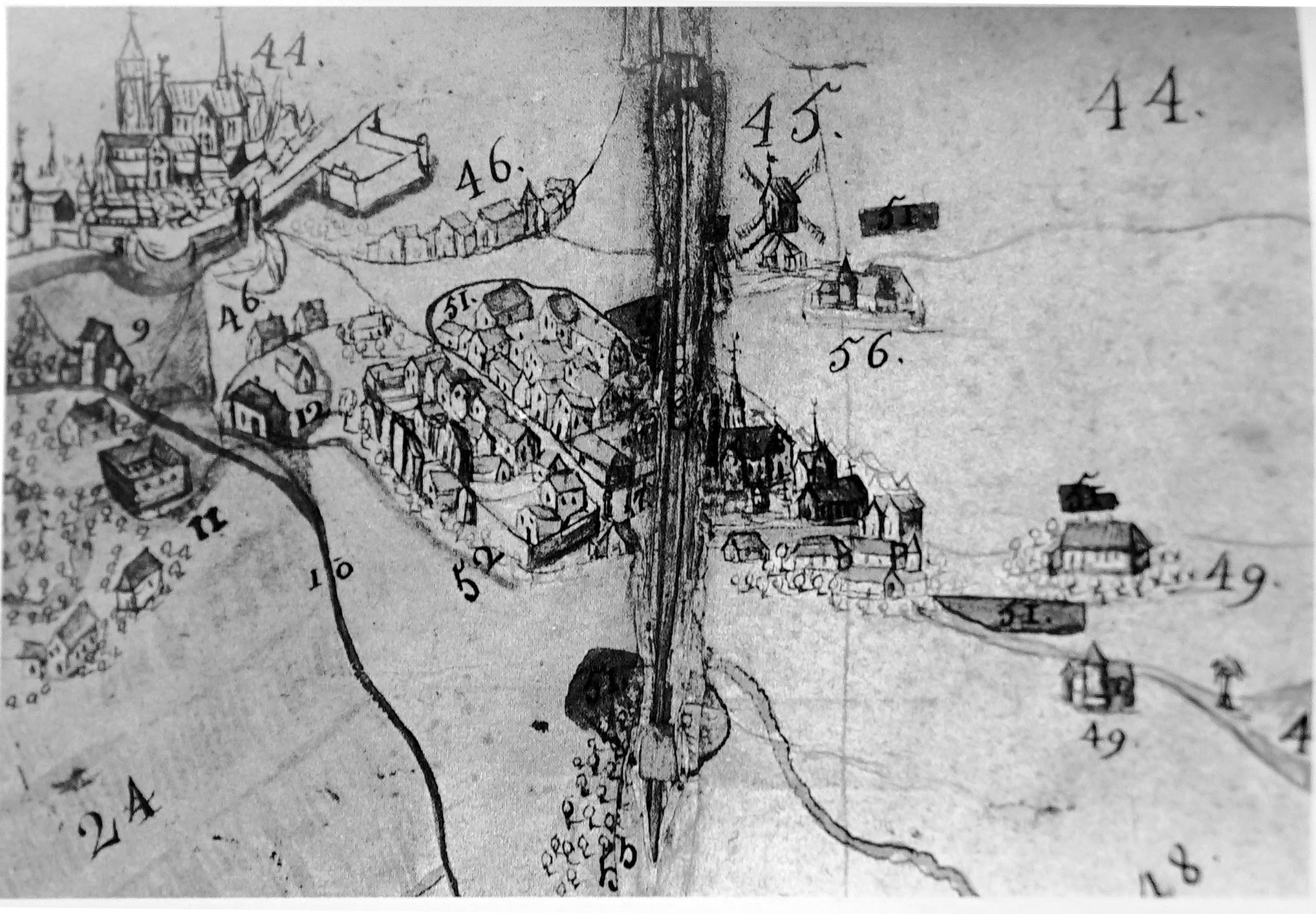
Fin XVIIIe siècle le bastion Saint-Jean, à gauche et Saint-Memmie.

En 1789, l'abbé est seigneur, haut justicier de Saint-Memmie et de Dompremy ; l'obligeant à passer en revue, chaque année et le premier dimanche de carême, tous ses vassaux. Elle contenait, dans les derniers temps, six religieux et rapportait douze à quinze mille livres. Le 13 février 1790, l'Assemblée constituante prononce l'abolition des vœux monastiques et la suppression des congrégations religieuses.

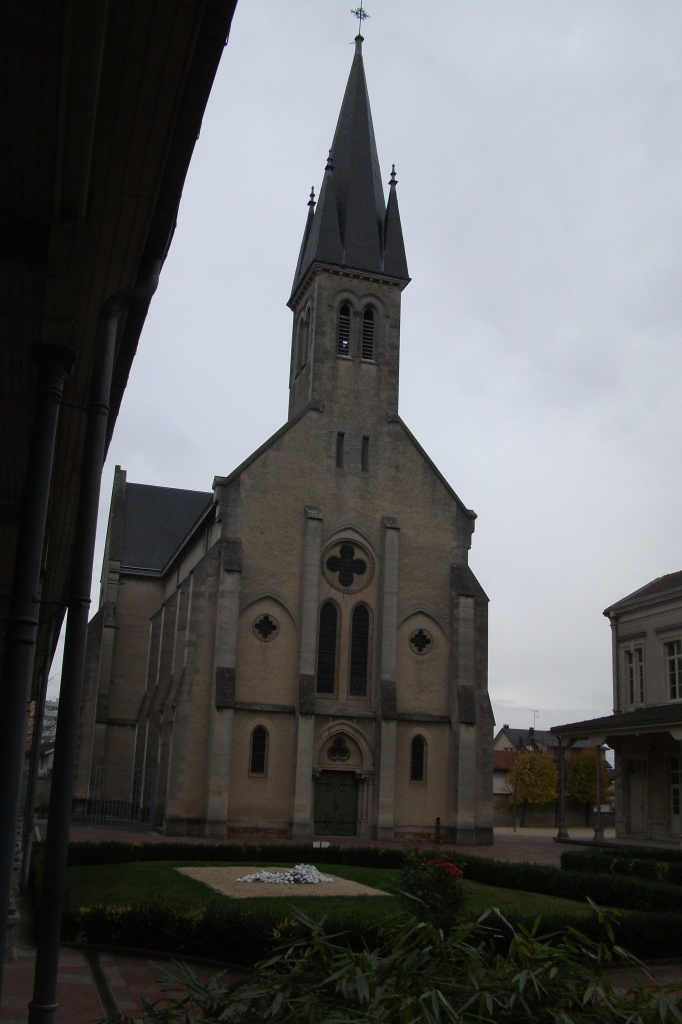
La chapelle.

À l’emplacement de ces bâtiments religieux fut érigé, en 1837, le petit séminaire de Saint-Memmie, doté d’une chapelle en 1864. À la suite de la loi de séparation des Églises et de l’état de 1905, il est fermé, le 14 décembre 1906, et ses locaux abritèrent tour à tour un hôpital militaire, une maison de retraite Saint-Maur de 1943 à 1988.

## Abbés

### Abbés réguliers
- 1131 : Etienne
- 1146 : Baudouin
- 1147 : Odon 1e
- avant 1162 : Yve ou Yves, chanoine de Saint-Victor et Saint-Martin-aux-Bois
- 1172 : Odon II
- 1174 : Jean 1er
- ca 1179 : Michel, également chanoine de Saint-Victor
- ca 1184-1200 : Jean
- ca 1218 : Hugues
- 1217 : Henri (†1243)
- 1250 : Robert
- ca 1254 : Gui ou Guy
- ca 1255 : Raoul de Saint-Quentin, Official du grand archidiacre de Reims, doyen de Notre Dame de Vitry-le-François.
- 1276 : Jean de Herbitin
- Erard de Guerchiau (†1307)
- 1345 : Jean de Cierges
- Raoul de Cluys (†1360)
- Anselme de Selape (†1365)
- Jean de Cannabère.
- Bernier Girotel (†1412)
- Hubert Macabrey (†1413)
- ca 1431 :Jean Nandouil (†1443)
- Jacques Rifflard (†1466)
- Pierre Chièvre (†1470)
- Nicolas Guyot (†1489)
- Pierre Sauvage (†1492)
- Louis de Dinteville (†1500)
- Theobad Perthori (†1510)
- Jean Waucher (†1512)
- Jacob Perrin (†1540)
- Edmond Sorel (†1563)

### Abbés commendataires
À partir du concordat de 1516, commence la série des abbés commendataires et seigneurs temporels :
- 1565-1575 : Vespasien Gribaldi, premier abbé commendataire.
- 1575 : Edmond de Lauge, conseiller d'état
- François de Foix (†1594)
- Louis de Nogaret de la Valette, archevêque de Toulouse
- François de Joyeuse, cardinal, archevêque de Rouen.
- 1615 : Louis Pothier de la Terrasse, protonataire apostolique
- 1630 : Hector d'Ouvrier (1512-†1594)
- François Waultier (†1652)
- Jacob de la Madeleine.
- François Molé (1625-†1712), évêque
- 1712 : Anne de Cambout de Coislin (1685-†1729), évêque de Tarbes.
- Louis Coëtlogon (†1735)
- Claude-Antoine de Choiseul-Beaupré[réf. souhaitée]
- 1771-1789 : N de Rys

## Prieurs
Le prieur, depuis la mise en commende, est le véritable chef du monastère
- ca 1620 : Nicolas L'Estrillart, prieur claustral

## Patronages et dîme
Les papes, Adrien IV et surtout Alexandre III, autorisent les abbayes à envoyer dans les églises placées sous leur patronage trois ou quatre religieux, et l'un d'entre eux, présenté par l'abbé, reçoit de l'évêque la cura animarum. Ce chanoine est considéré comme le propre prêtre de la communauté paroissiale qu'il préside.
La bulle de confirmation accordée en 1161, renferme l'énumération de ses biens ; sont cités les autels de Montigny, Dompremy, Sainte Marie de Montcetz, Saint. Martin de Favresse, Haussignemont, Béru, Bussy, Gourgançon, quatre moulins à Sogny , etc. Ces possessions augmentèrent par la suite
Le chapitre pourvoyait à la collation (droit de conférer un bénéfice ecclésiastique) de ses prébendes et nommait à des bénéfices hors de son église, qui consistaient en cures (paroisses) et chapelle :
- Saint Hilaire de Bassu, dès 1183.
- Saint Etienne de Changy, dès le XIIe siècle.
- Saint Chéron de Saint-Chéron, sous la dépendance de l'abbaye de Saint-Memmie dès l'an 1178. Fut à l'origine un prieuré établi par l'abbaye où il y eut jusqu'à six religieux. Cure régulière, sous les chanoines de Saint-Augustin.
- Saint Pierre de Haussignémont, dès l'an 1161.
- Notre-Dame de Moncetz, dès 1161.
- Saint Hippolyte de Poix, dès le XIIe siècle.
- Notre-Dame de Rouffy, dès l'an 1159.

- Chapelle Saint-Nicolas de la Mer à Changy.

Le chapitre de l'abbaye avait le droit de patronage (présentation à la cure), c'est-à-dire de présentation à l’évêque et de nomination d'un desservant aux églises ou cures (paroisses) où il percevait les grosses dîmes : Favresse, Gourgançon, Moivre, Moncetz-lez-Cléry, Rouffy, Saint-Cheron.
Les terres de Tournay sont soumises à la décimation du monastère.

### Articles liés
- Liste d'abbayes augustiniennes de France